# ウィル・フーリー
ウィル・フーリー（Will Hooley、1993年11月28日 - ）は、メジャーリーグラグビー、サンディエゴ・リージョンに所属するラグビー選手。

## プロフィール
- イングランド・ケンブリッジ出身[1]。
- ポジションはウィング(WTB)、センター(CTB)。
- 身長 188cm、体重 89kg
- U20イングランド代表に選ばれたことがある[2]。
- アメリカ代表キャップは18（2023年2月現在）でラグビーワールドカップ2019のアメリカ代表に選ばれた[3]。

## 略歴
ノーサンプトン・セインツ、バーミンガム・モーズリーRC、エクセター・チーフス、ベッドフォード・ブルーズ、サラセンズを経て、2022年、サンディエゴ・リージョンに加入。 